# Santalum fernandezianum
Santalum fernandezianum foi uma espécie de planta da família Santalaceae. Era endémica das ilhas Juan Fernández, na costa do Chile. Vista pela última vez em 1908 por Carl Skottsberg, a espécie foi extinta pela sua madeira aromática.